# Brian Farrell
Mons. Brian Farrell, L.C. (* 8. února 1944, Dublin) je irský římskokatolický kněz, biskup, člen Kristových legionářů a sekretář Dikasteria pro podporu jednoty křesťanů.

## Život
Narodil se 8. února 1944 v Dublinu. Po základní a střední škole ve svém rodném městě, vstoupil do kněžského semináře, kde studoval pět let. Později se k této cestě rozhodl i jeho mladší bratr Kevin Farrell který se stal biskupem. Roku 1961 vstoupil ke Kristovým legionářům a jejich seminář studoval v Salamance. Na kněze byl vysvěcen 26. listopadu 1969 v Bazilice Panny Marie Guadalupské v Římě.
Studoval na Papežské Gregoriánské univerzitě v Římě kde získal licenciát z filosofie a na Papežské univerzitě sv. Tomáše Akvinského kde získal licenciát teologie. V letech 1970-1976 pobýval ve Spojených státech kde byl novicmistrem v legionářském semináři v Orange. Poté se vrátil do hlavního města Itálie a roku 1981 získal na Gregoriánské univerzitě doktorát z dogmatické teologie.
Dne 1. října 1981 začal pracovat ve Státním sekretariátu Svatého stolce, kde působil do roku 2002. V letech 1999-2002 stále v čele sekce anglického sekretariátu.
Dne 19. prosince 2002 jej papež Jan Pavel II. jmenoval sekretářem Papežské rady pro jednotu křesťanů a titulárním biskupem z Abitinæ. Biskupské svěcení přijal 6. ledna 2003 z rukou papeže Jana Pavla II. a spolusvětiteli byli arcibiskup Leonardo Sandri a arcibiskup Antonio Maria Vegliò.